# ダビングコピー革命
ダビングコピー革命は、グッドヒルシステムズが提供するビデオやフィルム、オープンリールなどの磁気テープをDVDやスマートフォンでの再生に適した「MP4」形式にするダビングサービスである。経営理念としては、お客様の笑顔、低価格、高品質のダビングサービスを掲げており、「思い出の循環」をコンセプトにしている。

## 概要
東京都台東区に店舗を構え、個人、法人向けにダビング事業を開始する。国内製のほぼ全ての種類のテープに対応できる特徴があり、多くの機材を用いて月間2万本以上の納品に対応する。高い生産性で稼動させることにより、同業大手企業の1/3程度の価格で提供している。ホームページやSNSを通じて高いブランディングを打ち出した企業として認知度を上げる。プライバシーマーク付与事業者としてセキュリティに力を入れた運営を行う。

## メディアでの紹介
- 2023年
  - 11月30日　「VHSデジタル化急げ…耐用年数20年、ダビング依頼年々増え「月8000本」店舗も[5]
  - 12月4日　「月2万本のVHSダビング依頼が急増」[6]
  - 12月7日　「絶滅危惧種を追え!」[7]
- 2024年
  - 1月31日　「“新しい視聴体験” VHSが若い世代に注目を集めている理由とは? 話題のVHS喫茶店に話を聞く「カジュアルに“自分で選んで作品を見る”感覚が大事」[8]
  - 3月18日　「中小でもできる!ITブランディング」[3]
  - 7月15日　「ビデオテープの2025年問題」[9]
  - 10月15日　「依頼殺到!2か月待ちビデオダビング会社」[10]